# Svatopluk Karásek
Svatopluk „Sváťa“ Karásek (18. října 1942 Praha – 20. prosince 2020 Praha) byl český písničkář, evangelický duchovní, na počátku 21. století poslanec Poslanecké sněmovny za US-DEU, později neúspěšný kandidát do senátu za Stranu zelených. Jeho bratrem byl fotograf Oldřich Karásek.

## Biografie
Narodil se v Praze v roce 1942 v rodině ministerského úředníka Petra Karáska a Doubravy, roz. Černíkové, která měla evangelické kořeny. Otec byl po únoru 1948 propuštěn, krátce vězněn a mohl pracovat pouze jako dělník.
S první manželkou Stáňou, roz. Žaludovou, tehdy studentkou pedagogické fakulty, se seznámil při studiu na vysoké škole a oženil v roce 1968. Téhož roku se jim narodila nedonošená dvojčata, která však brzy zemřela, podle Karáska zmrzla v sanitce, kde nefungovalo topení. V roce 1970 se jim narodila dcera Adéla, v roce 1974 syn Šimon a v roce 1978 dcera Kristýna. V roce 1997 mu zemřela manželka Stáňa. Během své politické kariéry se oženil podruhé s mladou úřednicí Pavlou, která mu v roce 2000 porodila dceru Kláru.
V roce 2010 prodělal mozkovou mrtvici, při které bylo postiženo řečové centrum a pravá část těla. Zemřel dne 20. prosince 2020 ve věku 78 let.

### Vzdělání
Do základní školy začal chodit v roce 1948, po jejím ukončení začal v roce 1956 studovat na Střední zahradnické škole v Děčíně, odkud byl ale vyloučen a přešel na Střední zahradnickou školu v Mělníce, vinařsko-zahradnický obor. V Mělníku společně s Vratislavem Brabencem v roce 1960 založili „divadlo malých forem“.
Po maturitě v roce (1961) a po povinné vojenské službě pracoval od roku 1963 v kladenských dolech. Roku 1964 začal studovat Komenského evangelickou bohosloveckou fakultu v Praze, kterou úspěšně dokončil v roce 1968. Poté působil, až do odebrání státního souhlasu k výkonu duchovenské služby (1973), jako farář. V letech 1968–1970 působil ve Hvozdnici, kde na místní farnosti Českobratrské církve evangelické vytvořil živé společenství lidí), poté v Novém Městě pod Smrkem. Poté až do roku 1976 pracoval jako kastelán na hradě Houska.

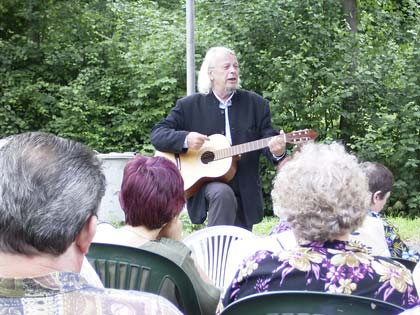
Svatopluk Karásek, ekumenické setkání 2003

### Kulturní, veřejná a církevní angažovanost
Zhruba od roku 1973 se začal angažovat v české undergroundové hudbě. V letech 1974, 1976 a 1977 účinkoval na festivalech druhé kultury. Od roku 1975 byl veden v evidenci StB v kategorii „nepřátelská osoba“. Roku 1976 byl z politických důvodů spolu se členy hudebních skupin The Plastic People of the Universe a DG 307 odsouzen na osm měsíců odnětí svobody (tento rozsudek byl v roce 2003 zrušen Nejvyšším soudem). V roce 1977 podepsal Chartu 77 a až do své emigrace pracoval v manuálních profesích.
Počátkem roku 1980 na nátlak StB v akci Asanace nuceně emigroval do Rakouska, odkud odešel do Švýcarska, kde od roku 1981 až do 1997 působil v Curychu jako evangelický farář. Po roce 1990 často kázal i v Česku (mj. v Betlémské kapli v Praze), dlouhodoběji působil v Novém Městě pod Smrkem (nedaleko Frýdlantu v Čechách) a posléze v Praze, kde roku 1997 nastoupil do funkce faráře na staroměstském sboru U Salvátora.
Karásek se v červnu 2001 stal členem Rady České televize, ale po zvolení Jiřího Balvína generálním ředitelem České televize (30. října 2001) na tuto funkci rezignoval. Od roku 2007 do 31. ledna 2011 opět působil jako evangelický duchovní v pražském sboru U Salvátora.

### Politická angažovanost
Ve volbách v roce 2002 byl zvolen do Poslanecké sněmovny jako nezávislý za stranu Unie svobody – Demokratická unie, respektive za alianci Koalice US-DEU a KDU-ČSL (volební obvod Praha). V letech 2002–2004 byl místopředsedou sněmovního výboru pro sociální politiku a zdravotnictví, v letech 2002–2003 členem výboru pro obranu a bezpečnost. Ve sněmovně setrval do voleb v roce 2006.

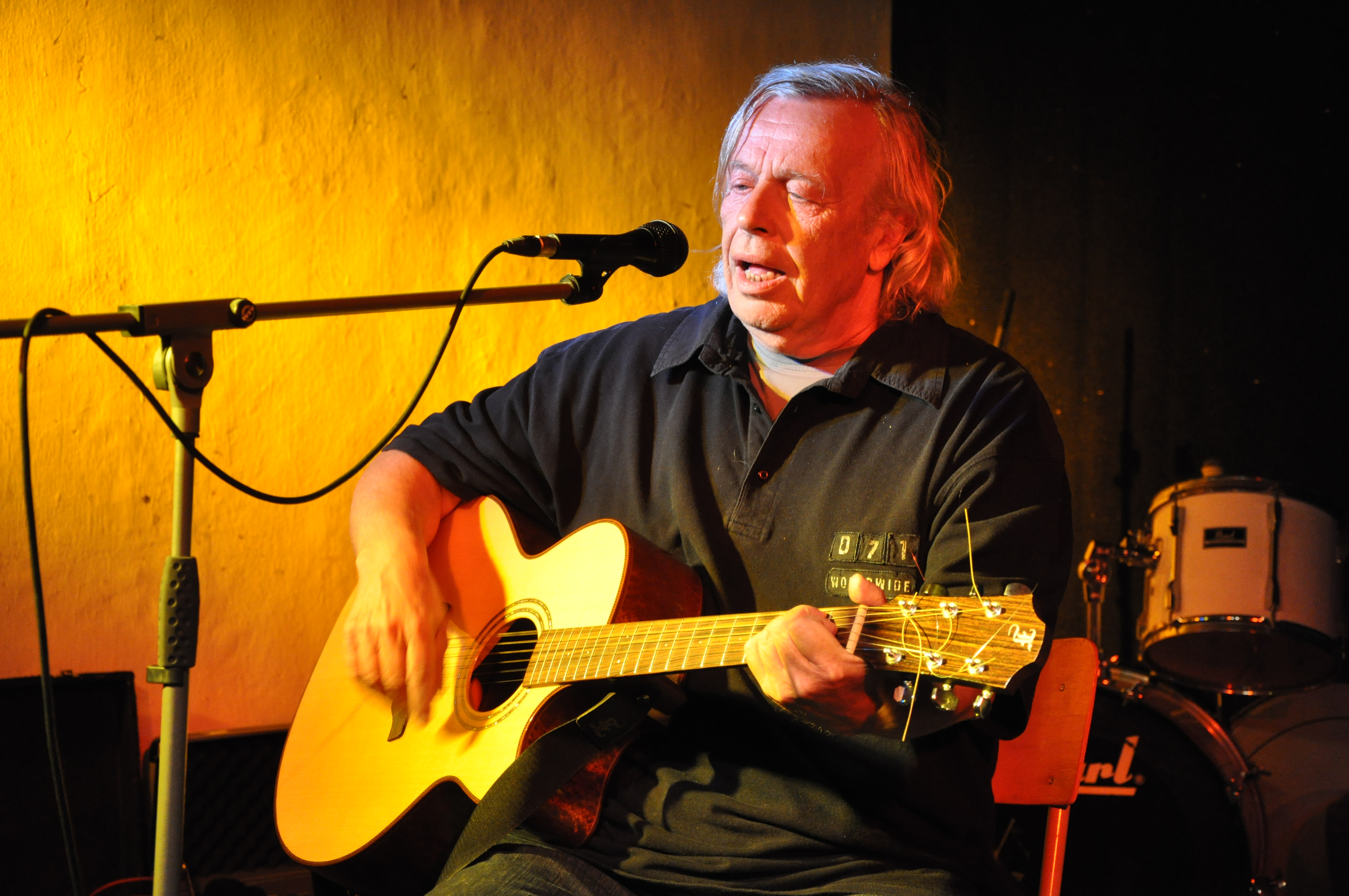
Svatopluk Karásek na festivalu Otevřeno Jimramov 2009

Jeho kandidatura do sněmovny byla součástí trendu před volbami v roce 2002, kdy se strany původní Čtyřkoalice rozhodly poskytnout část míst na své kandidátní listině nezávislým a nestranickým osobnostem (podobně se do sněmovny jako nestranička dostala i Táňa Fischerová). V roce 2004 se Karásek ovšem stal přímo členem US-DEU. Ač členem US-DEU, která se definovala jako pravicová strana, na jaře 2006 patřil mezi několik poslanců, kteří hlasovali společně s ČSSD a KSČM pro zákon o neziskových nemocnicích.
Dlouhodobě se hlásil k monarchismu; v lednu 2003 se jako jedna z veřejně známých osobností zapojil do prvního Tříkrálového pochodu za monarchii, který organizoval Petr Placák, a zaujal výrokem „mít monarchii by bylo pro tento národ přínosem“. Aktivně se účastnil také mnoha dalších monarchistických akcí.
V březnu 2003 byl v Praze policií přistižen při řízení automobilu pod vlivem alkoholu. V roce 2004 neúspěšně kandidoval ve volbách do Evropského parlamentu na čtvrtém místě Unie liberálních demokratů. V listopadu 2004 byl jmenován zmocněncem vlády pro lidská práva. Po prohraných červnových volbách 2006 přestal být poslancem a v září 2006 jej vláda Mirka Topolánka z funkce vládního zmocněnce odvolala.
V senátních volbách roku 2006 kandidoval do Senátu ve volebním obvodu Praha 12 za US-DEU, ale získal necelých 8 % hlasů a nepostoupil do 2. kola. V senátních volbách roku 2008 kandidoval opět neúspěšně, tentokrát jako nestraník za Stranu zelených ve volební obvodě č. 6. – Louny. Získal ovšem v 1. kole jen 2,9 % hlasů.
V komunálních volbách v roce 2014 byl jako nestraník za LES zvolen zastupitelem městské části Praha 1, a to když kandidoval za „Sdružení politických stran Liberálně ekologické strany (LES), České pirátské strany a nezávislých kandidátů“. Původně figuroval na 10. místě kandidátky, ale vlivem preferenčních hlasů skončil nakonec první. Ve volbách v roce 2018 mandát obhajoval jako nestraník Zelené v rámci uskupení „ZELENÁ PRO JEDNIČKU“, ale tentokrát již neuspěl.

## Dílo

### Literární tvorba
- Staré věci, 1975 básně
- Protestor znamená vyznávám, 1992
- Víno tvé výborné, 1998 (ISBN 80-7017-193-6) – rozhovory se Svatoplukem Karáskem, které vedli Štěpán Hájek a Michal Plzák
- V nebi je trůn, 1999 (ISBN 80-86013-60-X)
- Boží trouba (kázání), 2000 (ISBN 80-7017-505-2)
- Tři kázání o Jonášovi, 2007 (ISBN 978-80-7017-077-9)
- Kázání pro neznabohy, 2009 (ISBN 978-80-87067-54-3)
- Vrata dokořán: Texty písní a básně, 2010 (ISBN 978-80-7017-127-1)

### Publikováno v němčině
- Der durchnässte Pfarrer : Ein fröhlich-ernster Lebenslauf Prag-Zürich retour. (Promočený farář : Veselovážný životopis Praha-Curych zpáteční), 2000, ISBN 3-85710-039-7
- Verlacht diese Hoffnungslosigkeit! (Vysmějte se téhle beznaději), Zürich, 2007, ISBN 978-3-290-17429-3

### Hudební tvorba

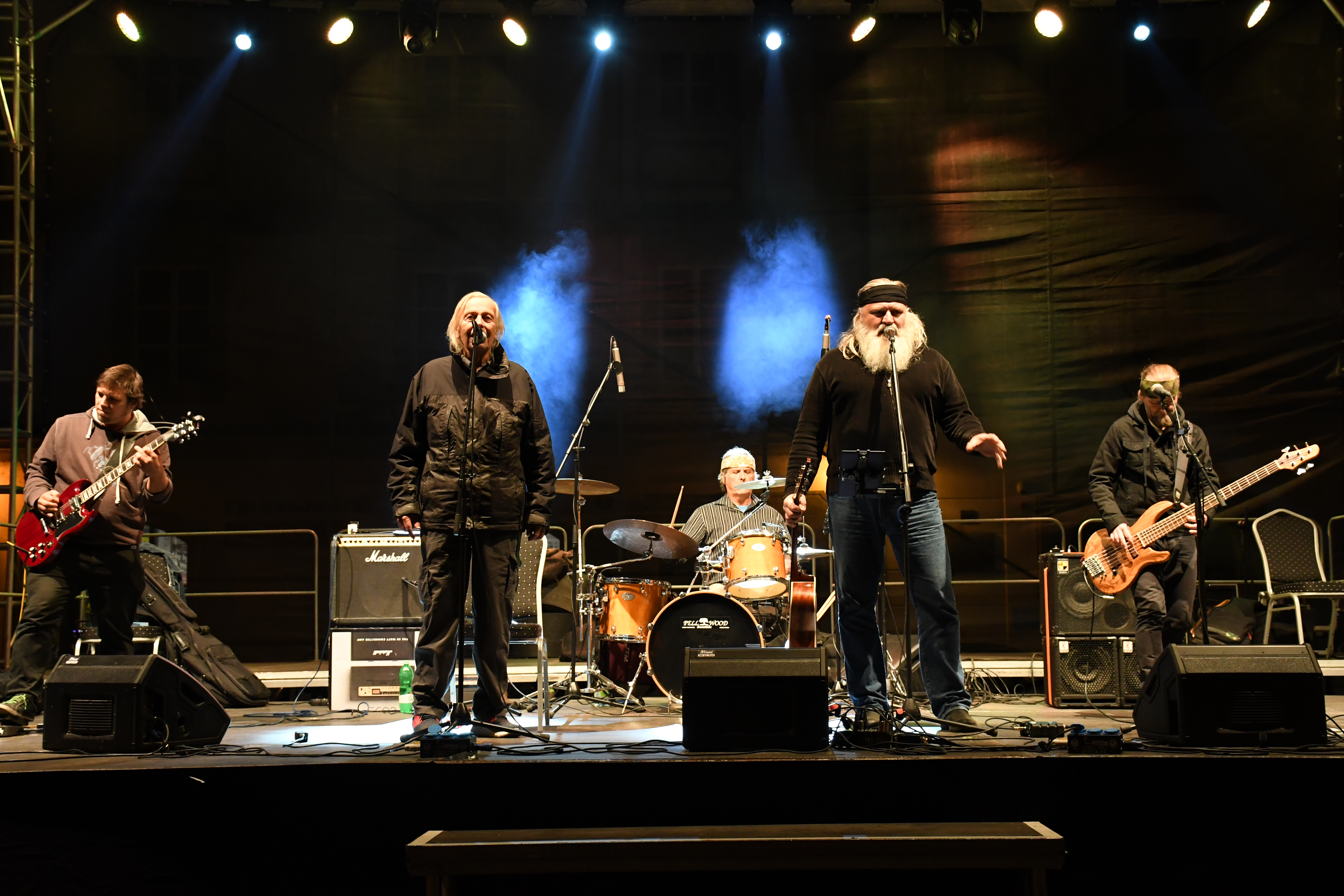
Svatopluk Karásek vystupuje s kapelou Svatopluk (2018)

Tvorbu Svatopluka Karáska lze zařadit do české folkové scény, kdy na motivy duchovních písní a spirituálů psal české texty.
- Say No to the Devil, 1979 Šafrán 78 společně s Boží mlýn Productions SAF 783
- Řek's už ďáblovi ne? 1990 (Svatopluk Karásek & Londýn)
- Nebeská kavárna 1992 (s kapelou Oboroh)
- Řekni ďáblovi ne 1998
- Halelujá 1999 (s kapelou Pozdravpámbu)
- Rány zní /blues, spirituals & …/ 2000 (+ hosté Čárlí Soukup, Dáša Vokatá)
- 1. 1. 1990, 2010 (Svatopluk Karásek a hosté, 2CD)
- Sváťa Karásek a Svatopluk – I. (2015, s kapelou Svatopluk)
- Dejžtopámbu (s kapelou Pozdravpámbu), archivní nahrávky z roku 2001, 2020 (na albu je vročení 2019)